# Hartwin Spenkuch
Hartwin Spenkuch (né le 22 octobre 1960 à Wurtzbourg) est un historien allemand et employé de l'Académie des sciences de Berlin-Brandebourg.

## Carrière
Hartwin Spenkuch étudie l'histoire, l'allemand et les sciences politiques à l'Université de Wurtzbourg, à l'Université de Bielefeld et à l'Université Johns-Hopkins de Baltimore, obtenant un examen d'État. En 1993, il obtient son doctorat à Bielefeld avec Jürgen Kocka. En 1989/90, il travaille sur l'exposition "Bismarck, Prusse, Allemagne et Europe" au Musée historique allemand de Berlin et en 1993/94, il conçoit l'exposition "Allemands à l'Est" au Musée historique allemand .

## Principaux domaines de recherche
La thèse intitulée « Das Preußische Herrenhaus. Adel und Bürgertum in der Erste Kammer des Landtages 1854-1918" , étudie l'institution du point de vue de l'histoire constitutionnelle et de l'histoire sociale de ses groupes de membres bourgeois ou nobles. Le livre est salué dans les critiques comme un ouvrage de référence sur l'institution, un portrait collectif révolutionnaire de la noblesse prussienne à la fin du XIXe siècle et une étude qui suffirait à l'obtention de deux doctorats et il est encore largement cité aujourd'hui.
En tant que collaborateur scientifique de l'Académie des sciences de Berlin-Brandebourg, Spenkuch mène des recherches sur la Prusse, d'abord dans le cadre du projet académique "Protokolle des Preußischen Staatsministeriums 1817-1934/38", puis à partir de 2004 dans le projet consécutif "Preußen als Kulturstaat" et à partir de 2017 dans le projet académique "Anpassungsstrategien der späten mitteleuropäischen Monarchie am preußischen Beispiel (1786-1918)". En tant que chargé de cours à l'Institut Friedrich-Meinecke (de) de l'Université libre de Berlin, Spenkuch propose de 2003 à 2012 des exercices sur la Prusse, l'histoire des partis politiques allemands, les controverses des historiens, la République de Weimar et les mythes politiques.
Trois volumes de regesta des réunions du ministère d'État prussien (de), rédigés par Spenkuch, traitent des thèmes des réunions du cabinet entre 1875 et 1900 à partir des dossiers des Archives d'État secrètes du patrimoine culturel prussien (de) et témoignent de la lutte antiparlementaire sous Bismarck ainsi que des crises gouvernementales jusqu'à la chancellerie de Bernhard von Bülow en 1900. Dans le cadre du projet "La Prusse en tant qu'État culturel", Hartwin Spenkuch co-rédige six volumes d'édition et de présentation sur l'histoire de l'école et de l'université à l'époque impériale et est l'auteur unique de volumes de sources complets sur la politique scientifique prussienne de 1918 à 1933, qui s'engage dans des réformes malgré de nombreuses résistances et souffre de la charge politique des partis. Dans l'édition consacrée à la politique universitaire de la Prusse de 1897 à 1907 sous Friedrich Althoff, Spenkuch s'oppose à la stylisation de ce dernier en tant qu'unique concepteur. Il le considère également comme le représentant d'une époque favorable à la science, qui a cependant à faire avec des problèmes de financement, de relève et de participation des universités, problèmes qui sont encore d'actualité aujourd'hui, y compris les critères de sélection pour les nominations de professeurs, qui sont souvent sous-tendus par des ressentiments politiques.
Parfois considéré comme l'un des "derniers défenseurs résolus de la thèse du Sonderweg" , Spenkuch s'en tient, comme James Retallack (de) et Eckart Conze (de) ou auparavant Hans-Ulrich Wehler, à des caractéristiques spécifiques qu'il localise en Prusse - contrairement à l'Allemagne du Sud. Même sans affirmer de manière normative et téléologique une voie spéciale allemande, des continuités fondamentales dans le nationalisme impérial et l'antisémitisme ainsi que des facteurs lourds de conséquences : Le déficit de responsabilité politique des partis en raison de leur subordination dans le système constitutionnel autoritaire, le domaine militaire influent, la fixation de l'État répandue dans la bourgeoisie ou la force des élites hautement conservatrices, puis nationalistes allemandes, dominées par la noblesse junkie jusqu'en 1918, concentrées en Prusse. Malgré de tels conflits marquants et des côtés sombres de la modernité, on ne prétend pas que la route vers 1933 est à sens unique, mais on reconnaît les conséquences de la guerre mondiale et l'expérience de la violence, la crise économique et les acteurs comme des conditions contingentes ; le meurtre des Juifs à partir de 1941 est tout au plus partiellement expliqué. Il développe ce point de vue dans une revue de littérature et une contribution à un manuel.
Le livre de Spenkuch "Preußen - eine besondere Geschichte" (La Prusse - une histoire particulière) est une présentation globale critique, souvent dirigée contre la vision de Sir Christopher Clark. En plus de l'État, de la société et de l'économie, le domaine de la culture, disputé par la société, ainsi que les liens transnationaux et coloniaux de la Prusse sont considérés pour la première fois de manière globale comme un champ de recherche futur à développer.
Dans l'esprit de l'école critique de Bielefeld de Hans-Ulrich Wehler et de Jürgen Kocka, il publie une soixantaine de revues. Il s'oppose aux approches révisionnistes qui, de son point de vue, voient la Prusse de manière trop conciliante et ne constatent pour l'Empire allemand que des réveils modernes ainsi que des mouvements de réforme, par exemple en 2006 sur "Preußen. Aufstieg und Niedergang 1600-1947" de Christopher Clark et en 2018 sur le volume "Moderne Wahlen" de Hedwig Richter de Hedwig Richter ou contestent la responsabilité principale des dirigeants allemands dans le déclenchement de la Première Guerre mondiale en été 1914.

## Adhésions et avis d'experts
- Membre de l'Association des historiens en Allemagne (VHD)
- Membre de la Central European History Society de l'American Historical Association
- Activité d'expert pour wiss. Publications de l'Académie autrichienne des sciences (protocoles du Conseil des ministres autrichien) et de la revue Administory

## Autres publications (sélection)
Monographies et éditions avec introductions
- Das Preußische Herrenhaus. Adel und Bürgertum in der Ersten Kammer des Landtages 1854–1918, Düsseldorf 1998 (= Beiträge zur Geschichte des Parlamentarismus und der politischen Parteien, Bd. 110),  (ISBN 3-7700-5203-X).
- mit Rainer Paetau (Bearb.): Die Protokolle des Preußischen Staatsministeriums 1817–1934/38, hrsg. von der Berlin–Brandenburgischen Akademie der Wissenschaften. Bd. 6/I und 6/II: 3. Januar 1867 bis 20. Dezember 1878, Hildesheim u. a. 2004,  (ISBN 978-3-487-11003-5) und  (ISBN 978-3-487-11826-0).
- (Bearb.) Die Protokolle des Preußischen Staatsministeriums 1817–1934/38, hrsg. von der Berlin–Brandenburgischen Akademie der Wissenschaften. Bd. 7: 8. Januar 1879 bis 19. März 1890, Hildesheim u. a. 1999,  (ISBN 3-487-11004-0).
- (Bearb.) Die Protokolle des Preußischen Staatsministeriums 1817–1934/38, hrsg. von der Berlin–Brandenburgischen Akademie der Wissenschaften. Bd. 8/I und 8/II: 21. März 1890 bis 9. Oktober 1900, Hildesheim u. a. 2003,  (ISBN 3-487-11005-9) und 3-487-11827-0.
- Acta Borussica, N. F. 2. Reihe: Preußen als Kulturstaat, Abt. 1: Das preußische Kultusministerium als Staatsbehörde und gesellschaftliche Agentur (1817–1934), hrsg. von der Berlin-Brandenburgischen Akademie der Wissenschaften unter der Leitung von Wolfgang Neugebauer, Berlin 2009–2018.
- Bd. 1,1: Die Behörde und ihr höheres Personal. Darstellung (mit Bärbel Holtz, Rainer Paetau, Reinhold Zilch), Berlin 2009, S. 32–43, 77–85, 108–112, 138–162, 223–266,  (ISBN 978-3-05-004571-9).
- Bd. 1,2: Die Behörde und ihr höheres Personal. Dokumente, Berlin 2009 (mit Bärbel Holtz, Rainer Paetau, Christina Rathgeber, Reinhold Zilch),  (ISBN 978-3-05-004572-6).
- Bd. 2,1: Das Kultusministerium auf seinen Wirkungsfeldern Schule, Wissenschaft, Kirchen, Künste und Medizinalwesen. Darstellung, Berlin 2010, S. 56–92 (Schulwesen 1866–1918), 135–287 (Wissenschaften und Hochschulen),  (ISBN 978-3-05-004656-3).
- Bd. 2,2: Das Kultusministerium auf seinen Wirkungsfeldern Schule, Wissenschaft, Kirchen, Künste und Medizinalwesen. Dokumente, Berlin 2010 (mit Bärbel Holtz, Christina Rathgeber, Reinhold Zilch),  (ISBN 978-3-05-004657-0).
- Bd. 3,1: Kulturstaat und Bürgergesellschaft im Spiegel der Tätigkeit des Kultusministeriums. Fallstudien (mit Bärbel Holtz, Christina Rathgeber, Reinhold Zilch), Berlin 2012, S. 213–243, 301–343,  (ISBN 978-3-05-004926-7).
- Bd. 3,2: Kulturstaat und Bürgergesellschaft im Spiegel der Tätigkeit des Kultusministeriums. Dokumente, Berlin 2012 (mit Bärbel Holtz, Christina Rathgeber, Reinhold Zilch),  (ISBN 978-3-05-004927-4).
- Bd. 9/I und 9/II: Wissenschaftspolitik in der Weimarer Republik. Dokumente zur Hochschulentwicklung im Freistaat Preußen und zu ausgewählten Professorenberufungen in sechs Disziplinen (1918 bis 1933), Berlin 2016,  (ISBN 978-3-11-045626-4).
- Bd. 13: Preußische Universitätspolitik im Deutschen Kaiserreich. Dokumente zu Grundproblemen und ausgewählten Professorenberufungen in den Philosophischen Fakultäten zur Zeit Friedrich Althoffs (1897–1907), Berlin 2018,  (ISBN 978-3-11-052944-9).
- Preußen – eine besondere Geschichte. Staat, Wirtschaft, Gesellschaft und Kultur 1648–1947, Göttingen 2019,  (ISBN 978-3-525-35209-0).

Rédaction
- mit Bärbel Holtz (Hrsg.): Preußens Weg in die politische Moderne. Verfassung – Verwaltung – politische Kultur zwischen Reform und Reformblockade, Berlin 2001 (= Berichte und Abhandlungen der Berlin–Brandenburgischen Akademie der Wissenschaften, Sonderbd. 7),  (ISBN 3-05-003580-3).

Essais
- Herrenhaus und Rittergut. Die Erste Kammer des Landtages und der preußische Adel von 1854 bis 1918 in sozialgeschichtlicher Sicht, in: Geschichte und Gesellschaft, Heft 3 (1999), S. 375–403.
- „Pairs und Impairs“. Von der Ersten Kammer zum Herrenhaus (1849–1872). Argumente, Positionen, Entscheidungen, in: Heinz Reif (de) (Hrsg.): Adel und Bürgertum in Deutschland. Bd. I: Entwicklungslinien und Wendepunkte im 19. Jahrhundert, Berlin 2000, S. 173–206,  (ISBN 3-05-003448-3).
- „Es wird zuviel regiert“. Die preußische Verwaltungsreform 1908–1918 zwischen Ausbau der Selbstverwaltung und Bewahrung bürokratischer Staatsmacht, in: Bärbel Holtz/Hartwin Spenkuch (Hrsg.): Preußens Weg in die politische Moderne. Verfassung–Verwaltung–politische Kultur zwischen Reform und Reformblockade, Berlin 2001, S. 321–356,  (ISBN 3-05-003580-3).
- Herrenhaus und Staatsrat in der preußischen Verfassungsgeschichte (1849/54–1933). „Familientag der ostelbischen Junker“ und „Futterkrippe für politische Nullen“?, in: Bundesrat (Hrsg.): Der Bundesrat im ehemaligen Preußischen Herrenhaus, Berlin 2002, S. 43–61,  (ISBN 3-7861-2437-X).
- Vergleichsweise besonders? Politisches System und Strukturen Preußens als Kern des „deutschen Sonderwegs“, in: Geschichte und Gesellschaft 29 (2003), S. 262–293.
- The German Right: Has it changed? A Reply to Oded Heilbronner’s Review Article [mit Frank Bösch, Eckart Conze, Manfred Kittel, Stephan Malinowski und Heinz Reif], in: German History 22 (2004), S. 613–618.
- Bürgersinn und Staatshoheit. Stiftungen und Schenkungen für wissenschaftliche Zwecke (1890–1918), in: Wolfgang Neugebauer, Bärbel Holtz (Hrsg.): Kulturstaat und Bürgergesellschaft. Preußen, Deutschland und Europa im 19. und frühen 20. Jahrhundert, Berlin 2010, S. 241–265,  (ISBN 978-3-05-004616-7).
- Erste Kammern, Adelslandschaften und nationale Kontexte – Das Preußische Herrenhaus und Preußens Adel in vergleichender Perspektive mit Senat und Aristokratien Italiens (1854–1918), in: Gabriele B. Clemens (de) u. a. (Hrsg.): Hochkultur als Herrschaftsinstrument. Italienischer und deutscher Adel im langen 19. Jahrhundert, Berlin 2011, S. 95–119,  (ISBN 978-3-11-023568-5).
- Preußen als Kulturstaat – Begriff, realhistorische Ausprägung und Akteure (1815–1914), in: Philipp Ther (Hrsg.): Kulturpolitik und Theater. Die kontinentalen Imperien in Europa im Vergleich, Wien u. a. 2012, S. 99–126,  (ISBN 978-3-486-71211-7).
- „An die Spitze einer neuen Weltgestaltung gestellt“ – Zu Grundlinien der Entwicklung des Kulturstaats in Preußen (1807–1870), in: Gisela Mettele, Andreas Schulz (de) (Hrsg.): Preußen als Kulturstaat im 19. Jahrhundert, Paderborn 2014, S. 157–183  (ISBN 978-3-506-78077-5).
- Prussian Governance, in: Matthew Jefferies (Hrsg.): The Ashgate Research Companion to Imperial Germany, Farnham 2015, S. 33–53,  (ISBN 978-1-40943551-8).
- „Der einzige deutsche Staatsmann, der aktiv darum bemüht war, den Ausbruch eines Krieges zu verhindern“ – Karl Fürst Lichnowsky, Gottlieb von Jagow, das Hoffen auf Englands Neutralität 1912–1914 und die Kriegsschuldfrage, in: Reinhold Zilch (Hrsg.): Gottlieb von Jagow (1863–1935) und sein Umfeld. Ein kaiserlicher Spitzendiplomat zwischen Erstem Weltkrieg und Kriegs(un)schuldforschung, Berlin 2020, S. 43–62,  (ISBN 978-3-86464-179-4).